# Hitmixes
Hitmixes е мини албум на Лейди Гага, пуснат в продажби август 2009.

## Списък с песните
1. „LoveGame (Chew Fu Ghettohouse Fix)“ (с Мерилин Менсън) – 5:20
2. „Poker Face (Space Cowboy Remix)“ – 4:53
3. „Just Dance (RedOne Remix)“ (с Kardinal Offishall) – 4:18
4. „Paparazzi (Moto Blanco Edit)“ – 4:06
5. „The Fame (Glam as You Remix)“ – 3:57
6. „Just Dance (Robots to Mars Remix)“ – 4:37
7. „LoveGame (Robots to Mars Remix)“ – 3:12